# Pierwszy rząd Ramsaya MacDonalda

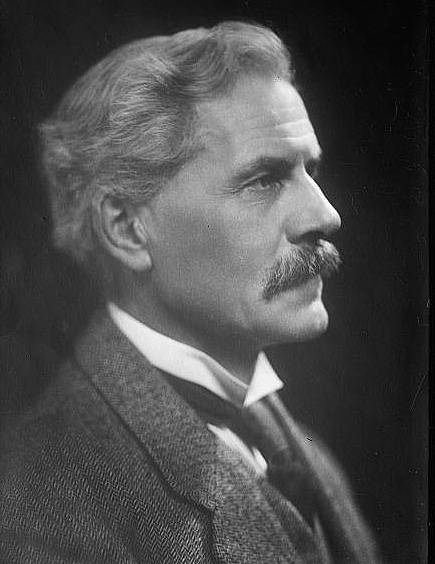
Ramsay MacDonald, premier, pierwszy lord skarbu, minister spraw zagranicznych

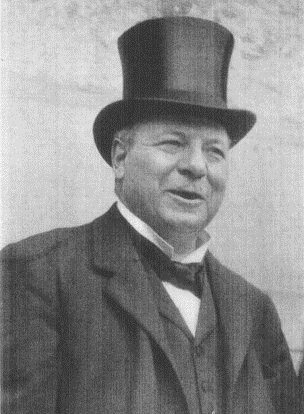
Wicehrabia Haldane, lord kanclerz

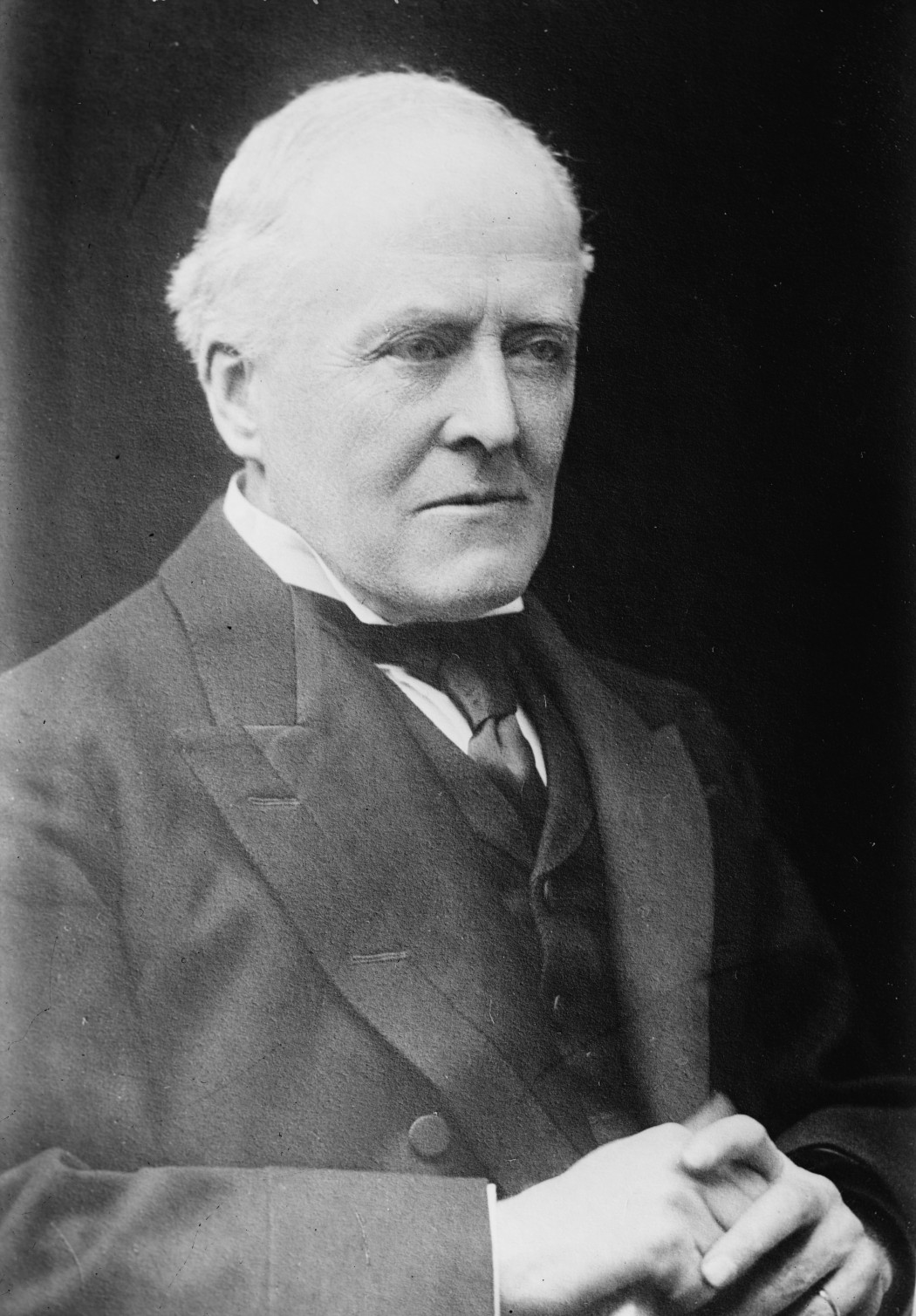
Baron Parmoor, lord przewodniczący Rady

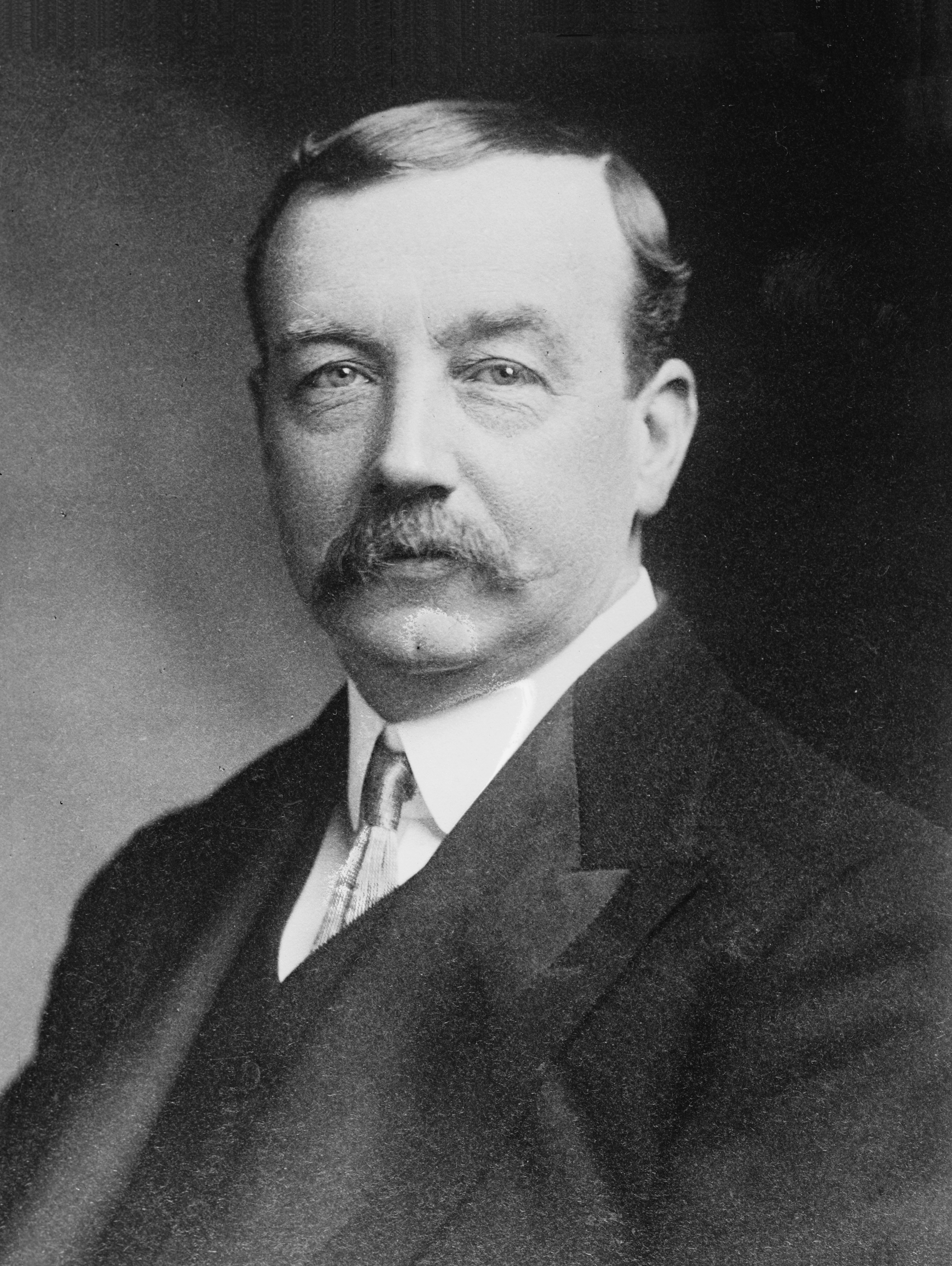
Arthur Henderson, minister spraw wewnętrznych

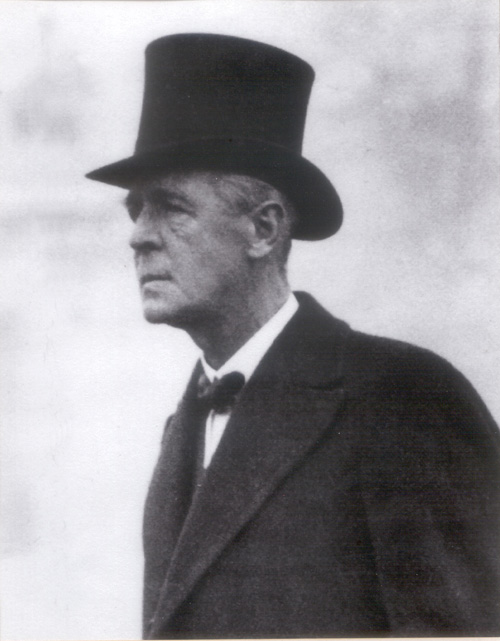
Wicehrabia Chelmsford, pierwszy lord Admiralicji

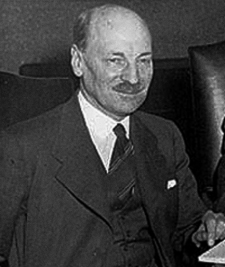
Clement Attlee, podsekretarz stanu w ministerstwie wojny

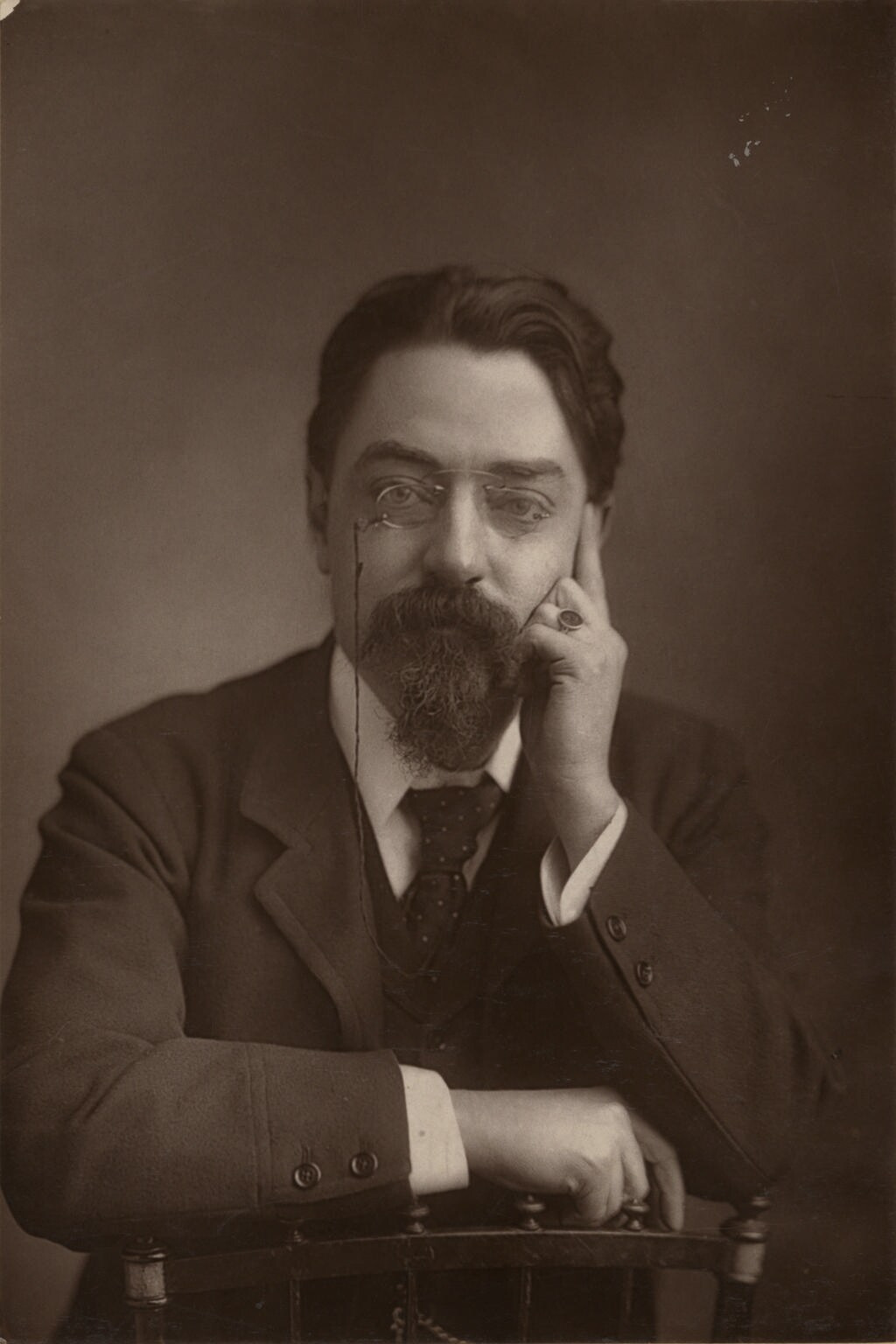
Baron Passfield, minister ds. kolonii, przewodniczący Zarządu Handlu

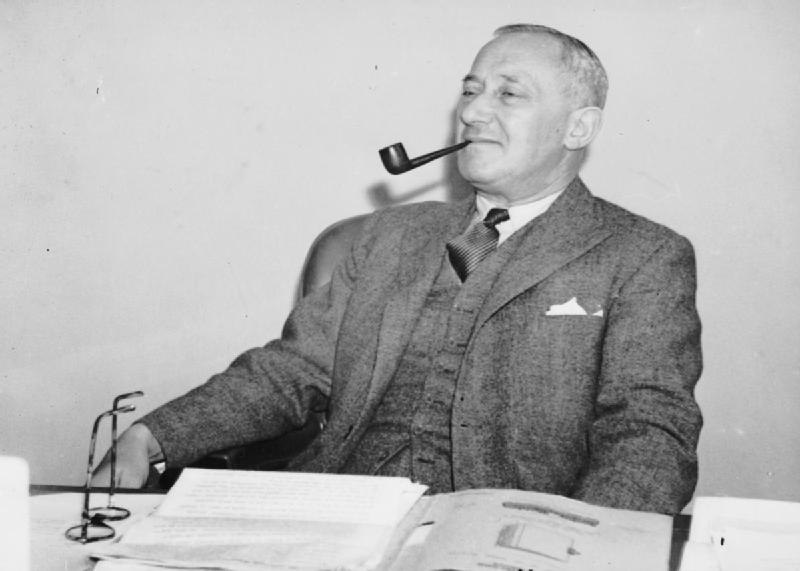
Manny Shinwell, sekretarz ds. kopalń

Pierwszy rząd Partii Pracy pod przywództwem Ramsaya MacDonalda powstał 22 stycznia 1924 r., kiedy Izba Gmin udzieliła wotum nieufności poprzedniemu rządowi Stanleya Baldwina. Rząd MacDonalda przetrwał do przegranych wyborów parlamentarnych 3 listopada 1924 r.
Członków ścisłego gabinetu wyróżniono tłustym drukiem.

## Skład rządu
| Urząd                                                           | Imię i nazwisko                                                                          | Kadencja |
| --------------------------------------------------------------- | ---------------------------------------------------------------------------------------- | -------- |
| Premier Pierwszy lord skarbu Minister spraw zagranicznych       | Ramsay MacDonald                                                                         | 1924     |
|                                                                 |                                                                                          |          |
| Lord kanclerz                                                   | Richard Haldane, 1. wicehrabia Haldane                                                   | 1924     |
| Lord przewodniczący Rady                                        | Charles Cripps, 1. baron Parmoor                                                         | 1924     |
| Lord tajnej pieczęci                                            | John Robert Clynes                                                                       | 1924     |
| Kanclerz skarbu                                                 | Philip Snowden                                                                           | 1924     |
| Parlamentarny sekretarz skarbu                                  | Ben Spoor                                                                                | 1924     |
| Finansowy sekretarz skarbu                                      | William Graham                                                                           | 1924     |
| Lordowie skarbu                                                 | Fred Hall Tom Kennedy John Robertson George Warne                                        | 1924     |
| Podsekretarz stanu w ministerstwie spraw zagranicznych          | Artur Ponsonby                                                                           | 1924     |
| Minister spraw wewnętrznych                                     | Arthur Henderson                                                                         | 1924     |
| Podsekretarz stanu w ministerstwie spraw wewnętrznych           | Rhys John Davies                                                                         | 1924     |
| Pierwszy lord Admiralicji                                       | Frederic Thesiger, 1. wicehrabia Chelmsford                                              | 1924     |
| Parlamentarny i finansowy sekretarz przy Admiralicji            | Charles Ammon                                                                            | 1924     |
| Cywilny lord Admiralicji                                        | Frank Hodges                                                                             | 1924     |
| Minister wojny                                                  | Stephen Walsh                                                                            | 1924     |
| Podsekretarz stanu w ministerstwie wojny                        | Clement Richard Attlee                                                                   | 1924     |
| Finansowy sekretarz w ministerstwie wojny                       | Jack Lawson                                                                              | 1924     |
| Minister lotnictwa                                              | Christopher Thomson, 1. baron Thomson                                                    | 1924     |
| Podsekretarz stanu w ministerstwie lotnictwa                    | William Leach                                                                            | 1924     |
| Minister ds. kolonii                                            | James Henry Thomas                                                                       | 1924     |
| Podsekretarz stanu w ministerstwie ds. kolonii                  | Sydney Arnold, 1. baron Arnold                                                           | 1924     |
| Minister ds. Indii                                              | Sydney Olivier, 1. baron Olivier                                                         | 1924     |
| Podsekretarz stanu w ministerstwie ds. Indii                    | Robert Richards                                                                          | 1924     |
| Minister rolnictwa i rybołówstwa                                | Noel Buxton                                                                              | 1924     |
| Parlamentarny sekretarz w ministerstwie rolnictwa i rybołówstwa | Walter Robert Smith                                                                      | 1924     |
| Przewodniczący Rady Edukacji                                    | Charles Trevelyan                                                                        | 1924     |
| Parlamentarny sekretarz przy Radzie Edukacji                    | Morgan Jones                                                                             | 1924     |
| Minister zdrowia                                                | John Wheatley                                                                            | 1924     |
| Parlamentarny sekretarz w ministerstwie zdrowia                 | Arthur Greenwood                                                                         | 1924     |
| Minister pracy                                                  | Tom Shaw                                                                                 | 1924     |
| Parlamentarny sekretarz w ministerstwie pracy                   | Margaret Bondfield                                                                       | 1924     |
| Kanclerz Księstwa Lancaster                                     | Josiah Wedgwood                                                                          | 1924     |
| Poczmistrz generalny                                            | Vernon Hartshorn                                                                         | 1924     |
| Minister ds. Szkocji                                            | William Adamson                                                                          | 1924     |
| Parlamentarny sekretarz w ministerstwie ds. Szkocji             | James Stewart                                                                            | 1924     |
| Przewodniczący Zarządu Handlu                                   | Sidney Webb                                                                              | 1924     |
| Parlamentarny sekretarz przy Zarządzie Handlu                   | Albert Alexander                                                                         | 1924     |
| Sekretarz handlu zamorskiego                                    | William Lunn                                                                             | 1924     |
| Sekretarz ds. kopalń                                            | Manny Shinwell                                                                           | 1924     |
| Pierwszy komisarz ds. prac publicznych                          | Frederick William Jowett                                                                 | 1924     |
| Paymaster-General                                               | Harry Gosling                                                                            | 1924     |
| Parlamentarny sekretarz przy Urzędzie Paymaster-General         | John William Muir                                                                        | 1924     |
| Minister emerytur                                               | Frederick Roberts                                                                        | 1924     |
| Minister transportu                                             | Harry Gosling                                                                            | 1924     |
| Prokurator generalny                                            | Patrick Hastings                                                                         | 1924     |
| Solicitor General                                               | Henry Slesser                                                                            | 1924     |
| Lord adwokat                                                    | Hugh Macmillan                                                                           | 1924     |
| Solicitor General dla Szkocji                                   | John Charles Fenton                                                                      | 1924     |
| Wiceszambelan Dworu Królewskiego                                | John Davison                                                                             | 1924     |
| Skarbnik Dworu Królewskiego                                     | Thomas Griffiths                                                                         | 1924     |
| Kontroler Dworu Królewskiego                                    | John Allen Parkinson                                                                     | 1924     |
| Lord-in-waiting                                                 | Herbrand Sackville, 9. hrabia De La Warr Kenneth Muir Mackenzie, 1. baron Muir-Mackenzie | 1924     |